# 정자기학
정자기학(靜磁氣學, magnetostatics)은 고전적인 전기역학의 한 분야로, 전류가 일정한 안정적인 시스템에서 자기장을 연구하는 학문이다. 즉 일정한 자기장을 통해 직류의 상호 작용을 연구하고, 자기장을 계산하는 방법을 연구한다.